# Campeonato Europeu de Atletismo em Pista Coberta de 2021 - Salto em distância masculino
A prova do salto em distância masculino do Campeonato Europeu de Atletismo em Pista Coberta de 2021 foi disputada entre os dias 4 e 5 de março de 2021 na Arena Toruń, em Toruń, na Polónia.

## Recordes
Antes desta competição, os recordes mundiais e do campeonato nesta prova eram os seguintes:
|                       | Nome            | Nacionalidade  | Distância | Local       | Data                  |
| --------------------- | --------------- | -------------- | --------- | ----------- | --------------------- |
| Recorde mundial       | Carl Lewis      | Estados Unidos | 8m 79cm   | Nova Iorque | 27 de janeiro de 1984 |
| Recorde do campeonato | Sebastian Bayer | Alemanha       | 8m 71cm   | Turim       | 8 de março de 2009    |
| Recorde europeu       | Sebastian Bayer | Alemanha       | 8m 71cm   | Turim       | 8 de março de 2009    |

## Medalhistas
| Ouro                      | Prata                 | Bronze               |
| Miltiadis Tentoglou (GRE) | Thobias Montler (SWE) | Kristian Pulli (FIN) |

## Cronograma
Todos os horários são locais (UTC+1).
| Data       | Hora  | Evento       |
| ---------- | ----- | ------------ |
| 4 de março | 19:08 | Qualificação |
| 5 de março | 20:20 | Final        |

## Resultados

### Qualificação
Qualificação: 8,00 m (Q) ou os 8 melhores qualificados (q).
| Posição | Atleta                       | Nacionalidade | #1   | #2   | #3   | Resultados | Notas           |
| ------- | ---------------------------- | ------------- | ---- | ---- | ---- | ---------- | --------------- |
| 1       | Thobias Montler              | Suécia        | 7.93 | 8.18 |      | 8.18       | Q,              |
| 2       | Miltiadis Tentoglou          | Grécia        | 8.04 |      |      | 8.04       | Q               |
| 3       | Maximilian Entholzner        | Alemanha      | 7.91 | 5.55 | –    | 7.91       | q               |
| 4       | Vladyslav Mazur              | Ucrânia       | 7.73 | 7.85 | –    | 7.85       | q               |
| 5       | Kristian Pulli               | Finlândia     | 7.60 | 7.76 | 7.81 | 7.81       | q,              |
| 6       | Lazar Anić                   | Sérvia        | 7.79 | 7.65 | 7.61 | 7.79       | q               |
| 7       | Gabriel Bitan                | Roménia       | 7.51 | 7.43 | 7.78 | 7.78       | q               |
| 8       | Jacob Fincham-Dukes          | Reino Unido   | 7.39 | 7.74 | 7.40 | 7.74       | q               |
| 9       | Izmir Smajlaj                | Albânia       | 7.48 | 7.69 | x    | 7.69       |                 |
| 10      | Kristóf Pap                  | Hungria       | 7.39 | 7.49 | 7.66 | 7.66       |                 |
| 11      | Alexandros-Viktor Peristeris | Grécia        | x    | 7.49 | 7.61 | 7.61       | Recorde pessoal |
| 12      | Antonino Trio                | Itália        | 7.40 | 7.48 | 7.55 | 7.55       |                 |
| 13      | Uladzislau Bulakhau          | Bielorrússia  | 7.42 | 7.52 | 7.52 | 7.52       |                 |
| 14      | Bachana Khorava              | Geórgia       | 7.28 | 7.36 | 7.46 | 7.46       |                 |

### Final
A final aconteceu às 20:20 no dia 5 de março de 2021.
| Posição           | Atleta                | Nacionalidade | #1   | #2   | #3   | #4   | #5   | #6   | Resultados | Notas               |
| ----------------- | --------------------- | ------------- | ---- | ---- | ---- | ---- | ---- | ---- | ---------- | ------------------- |
| Medalha de ouro   | Miltiadis Tentoglou   | Grécia        | 8.35 | –    | –    | x    | x    | –    | 8.35       | Melhor marca do ano |
| Medalha de prata  | Thobias Montler       | Suécia        | 8.04 | x    | 8.31 | 8.19 | x    | 8.00 | 8.31       | Recorde nacional    |
| Medalha de bronze | Kristian Pulli        | Finlândia     | 7.69 | 7.77 | 8.00 | 7.61 | 8.10 | 8.24 | 8.24       | Recorde nacional    |
| 4                 | Vladyslav Mazur       | Ucrânia       | 7.75 | 7.89 | 8.05 | 8.14 | x    | 8.05 | 8.14       | Recorde pessoal     |
| 5                 | Maximilian Entholzner | Alemanha      | 7.62 | 7.58 | x    | x    | 7.71 | 7.87 | 7.87       |                     |
| 6                 | Lazar Anić            | Sérvia        | 7.81 | x    | x    | 7.54 | 7.62 | 6.28 | 7.81       |                     |
| 7                 | Jacob Fincham-Dukes   | Reino Unido   | 7.29 | 7.79 | x    | 7.78 | x    | 7.78 | 7.79       |                     |
| 8                 | Gabriel Bitan         | Roménia       | x    | x    | x    | x    | 7.64 | 7.72 | 7.72       |                     |

Legenda
| Recorde mundial       | Recorde mundial (World record)               |                       | Recorde africano                      | Recorde africano (African) |                                           | Q | Classificado por posição (Qualified) |
| Recorde do campeonato | Recorde do campeonato (Championship record)  | Recorde da América    | Recorde da América (Americas)         | q                          | Classificado por melhor tempo (Qualified) |   |                                      |
| Melhor marca do ano   | Melhor marca do ano (World leading)          | Recorde asiático      | Recorde asiático (Asian)              | DNS                        | Não largou (Did not start)                |   |                                      |
| Recorde nacional      | Recorde nacional (National record)           | Recorde europeu       | Recorde europeu (European)            | DNF                        | Não terminou (Did not finish)             |   |                                      |
| Recorde pessoal       | Recorde pessoal do atleta (Personal best)    | Recorde da Oceania    | Recorde da Oceania (Oceania)          | DSQ / DQ                   | Desclassificado (Disqualified)            |   |                                      |
| Recorde da temporada  | Recorde da temporada do atleta (Season best) | Recorde sul-americano | Recorde sul-americano (South America) | NM                         | Sem marca (No mark)                       |   |                                      |